# Opel Kapitän
De Opel Kapitän was tussen 1939 en 1970 het topklassemodel van de Opelfabrieken. De Opel Kapitän-modellen zijn meestal uitgerust met een zescilinder lijnmotor met een cilinderinhoud van 2,5 tot 2,8 liter.
De Opel Kapitän was voor de Tweede Wereldoorlog het laatste door Opel geconstrueerde model en werd in 1939 op de Autosalon van Genève als wereldprimeur gepresenteerd. Het was tevens het eerste model dat na de Tweede Wereldoorlog in 1948 weer van de band kwam.

## Generaties
- 1939-1940 - Eerste generatie
- 1947-1950 - Tweede generatie
- 1951-1953 - Derde generatie
- 1954-1956 - Vierde generatie (1)
- 1956-1957 - Vierde generatie (2) (waaronder de 2.000.000ste Opel)
- 1958 - Kapitän P1
- 1959 - Kapitän P2
- 1964 - Kapitän A
- 1969 - Kapitän B

## Afbeeldingen

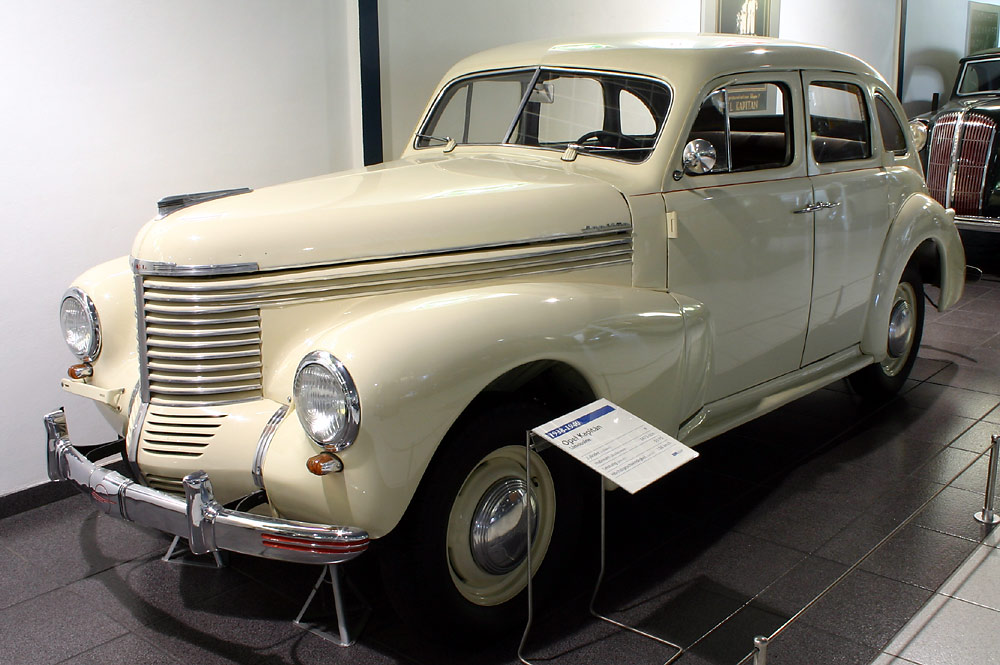
1938-1940
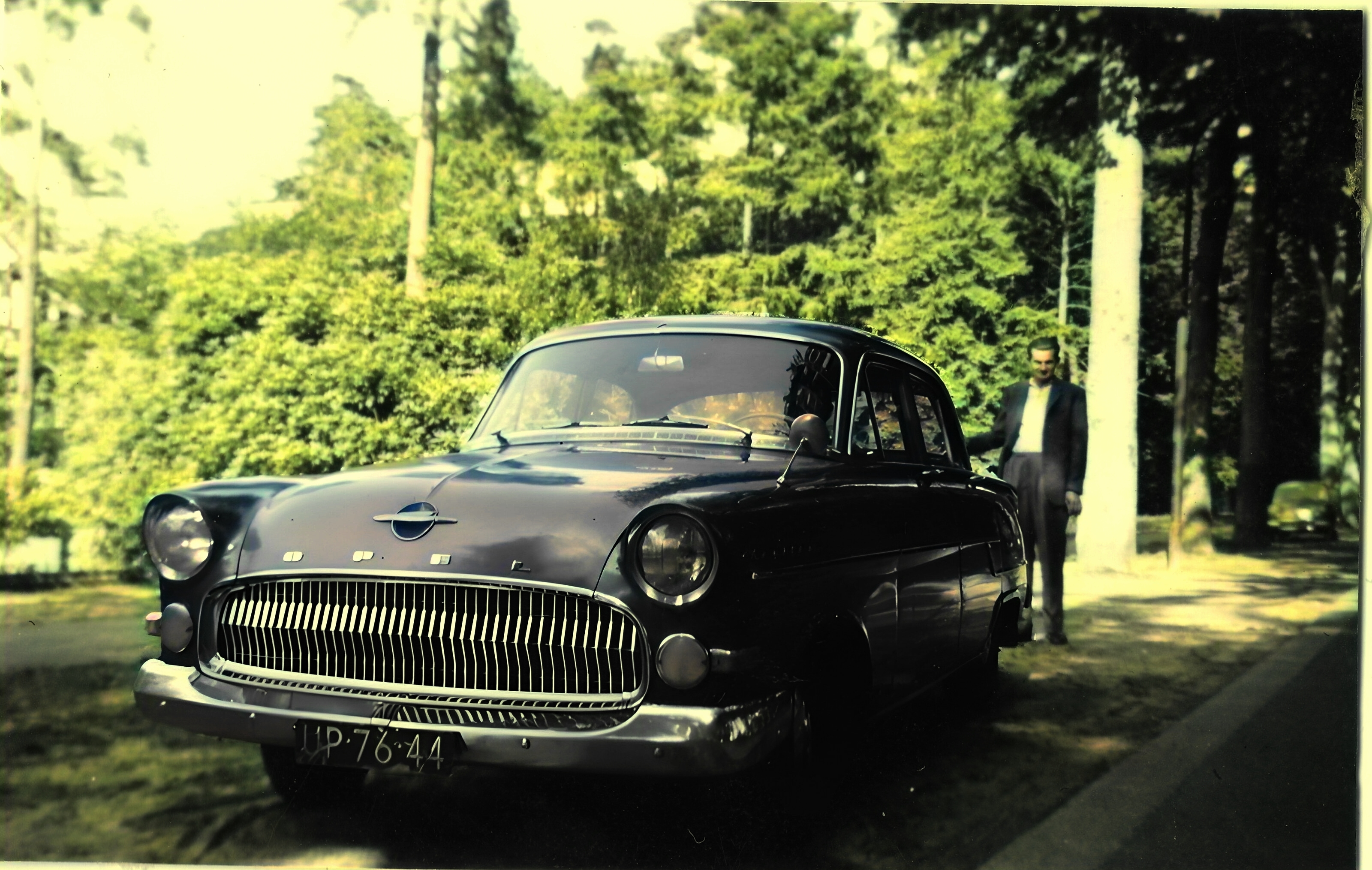
Opel Kaptein 1956 (UP-76-44)
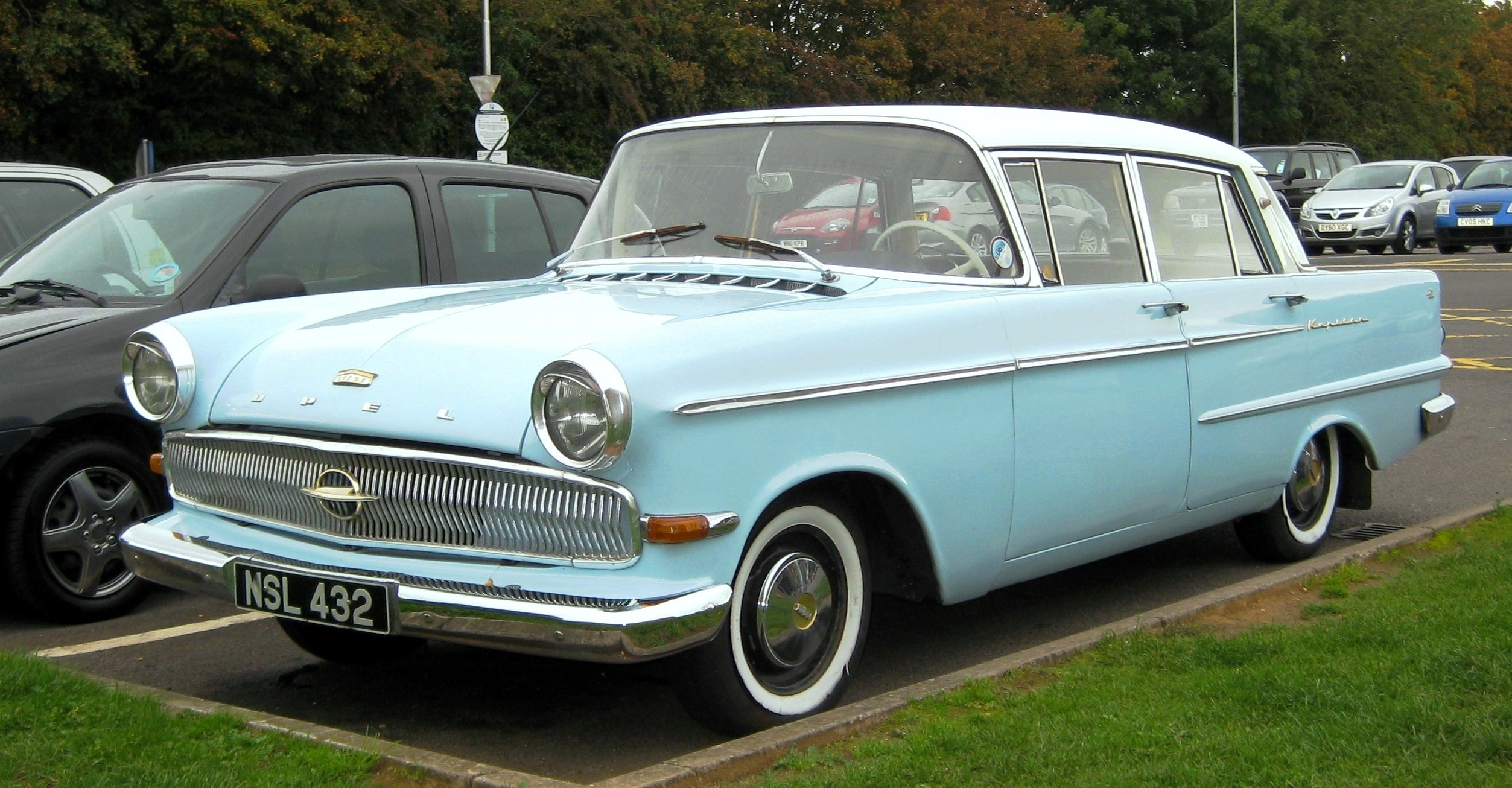
P2 1959-1964
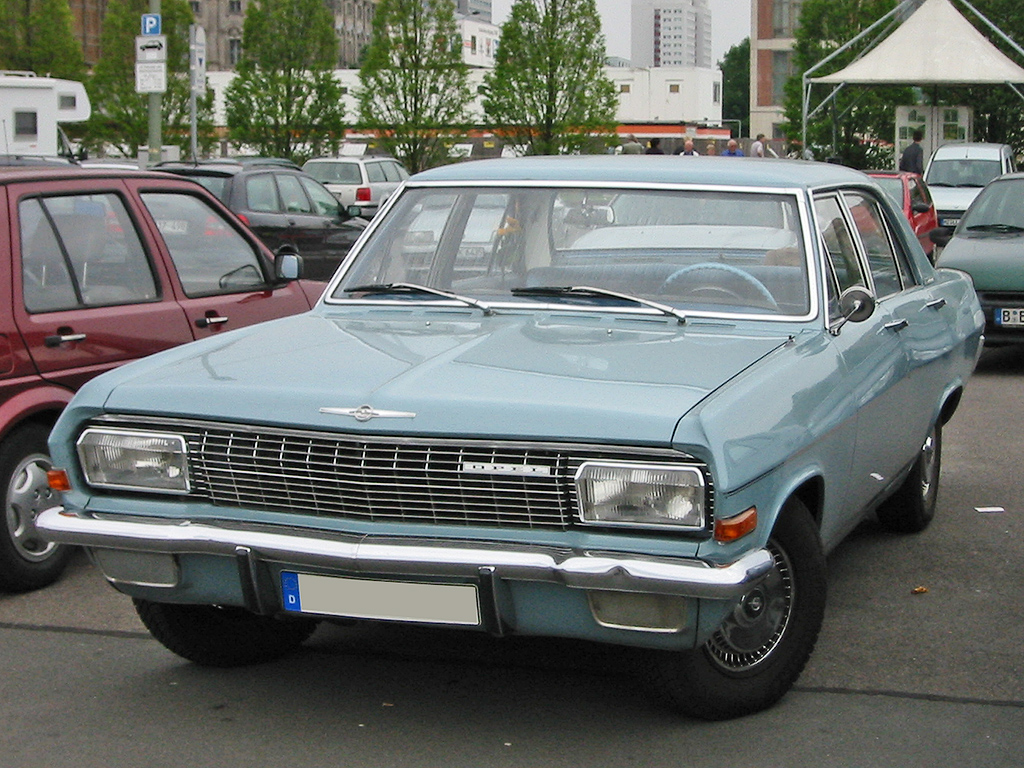
Kapitän Admiral Diplomat